# 玉縄桜
玉縄桜（たまなわざくら）は、日本のサクラの園芸品種。1969年、神奈川県鎌倉市にある神奈川県立大船フラワーセンターでソメイヨシノとオオカンザクラの自然交配により生まれた品種である。1990年（平成2年）に品種登録された。カタカナで「タマナワザクラ」と表記する場合もある。

## 特徴
接木用の台木を作るために神奈川県立大船フラワーセンター内のソメイヨシノに実った種を蒔いたところ、偶然早く芽が出るものがあり、それを選別することで生まれたサクラである。名称は鎌倉郡玉縄村に由来する。2006年「玉縄桜を広める会」が結成され、各地で植樹も行われている（なお、同会は2017年に活動を終了している）フラワーセンター大船植物園以外では、大船観音寺・砂押川プロムナードなどでも見られる。
早咲きのサクラは花弁の色が濃くなるのが一般的であるが、玉縄桜の花弁はソメイヨシノ同様に薄いピンク色をしている。早咲きでありながら、開花時期が2月下旬から3月下旬までと長い。「かまくらと三浦半島の古木・名木50選」にも選ばれている。
フラワーセンター大船植物園からほど近い大船観音寺のキャラクター「のんちゃん」は、好きな物に「玉縄桜」を挙げている。